# Keuppia
Keuppia es un género extinto de pulpos. Consiste en dos especies, Keuppia hyperbolaris y Keuppia levante, ambas vivieron hace aproximadamente 95 millones de años. Ambas especies fueron encontradas fosilizadas, hecho muy poco común para los pulpos extintos, puesto que el tejido blando de los moluscos muertos casi siempre se desintegra antes de tener la oportunidad de fosilizarse. Estos fósiles, conjuntamente con los del género Styletoctopus, fueron encontrados en localidades que datan del Cretácico en Hâqel y Hâdjoula en el Líbano. La presencia de un vestigio de la concha interna conocida como gladio o pluma en este género muestra la transición de los cefalópodos similares a calamares a los pulpos, en los cuales la concha interna se dividió en dos en las formas primitivas para eventualmente reducirse a estiletes lateralizados, como se puede ver en Styletoctopus.